# 연횡책

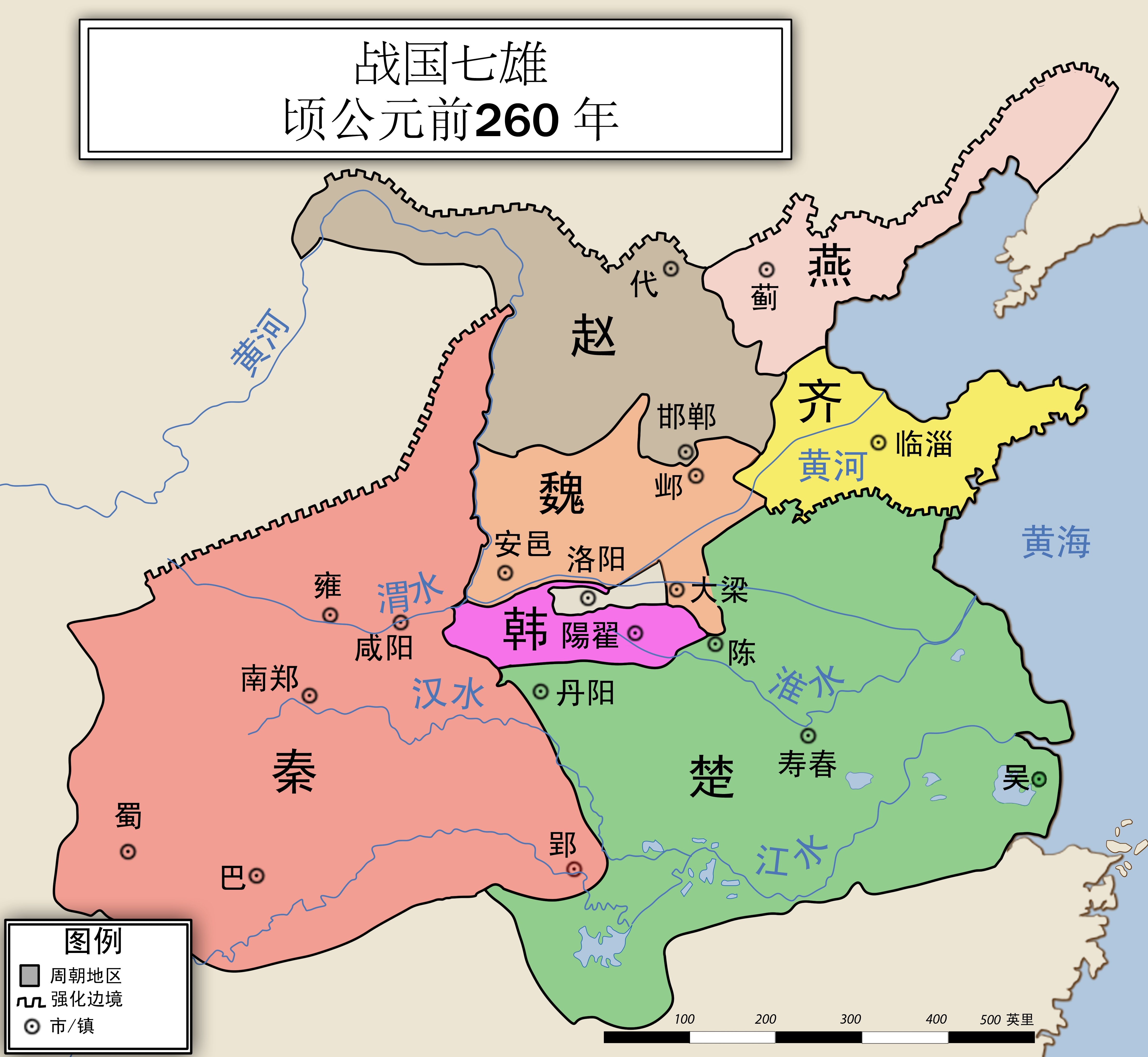
기원전 260년의 전국 칠웅 (중국어): 연(燕)위(魏)제(齊)조(趙)진(秦)초(楚)한(韓)

연횡책(連衡策) 또는 연횡설(連衡說)은 중국 전국 시대에, 위(魏)의 장의(張儀)가 주장한 외교 정책이다.
연(燕) · 위(魏) · 제(齊) · 조(趙) · 초(楚) · 한(韓)의 여섯 나라가 종(縱)으로 동맹을 맺어 진(秦)에 대항하자는 합종설에 맞서서, 진(秦)이 이들 여섯 나라와 횡(橫)으로 각각 동맹을 맺어 화친할 것을 주장하였다.
장의의 연횡설은 기원전 328년 위(魏)가 진(秦)에 항복하고, 동맹을 맺음으로서 시작되었다. 기원전 311년 장의에 의해 연(燕)이 진(秦)에 동맹을 맺음으로서 완성되었다.

## 참고 문헌
- 이 문서에는 다음커뮤니케이션(현 카카오)에서 GFDL 또는 CC-SA 라이선스로 배포한 글로벌 세계대백과사전의 내용을 기초로 작성된 글이 포함되어 있습니다.